# Tortosendo

Localização da freguesia no Município da Covilhã

Tortosendo (antigamente Tortozendo) é uma vila portuguesa sede da Freguesia de Tortosendo do Município da Covilhã, freguesia com 17,75 km² de área e 5216 habitantes (censo de 2021), tendo, por isso, uma densidade populacional de 293,9 hab./km².
A povoação de Tortosendo foi elevada à categoria de vila em 26 de agosto de 1927.

## Demografia
Nota: Nos anos de 1911 e 1920 tinha anexada a freguesia de Dominguizo. Pelo decreto n.º 12.541, de 22 de outubro de 1926, esta freguesia foi desanexada, ficando a constituir uma freguesia autónoma (Fonte: INE).
A população registada nos censos foi:
| Distribuição da População por Grupos Etários | Distribuição da População por Grupos Etários | Distribuição da População por Grupos Etários | Distribuição da População por Grupos Etários | Distribuição da População por Grupos Etários |
| -------------------------------------------- | -------------------------------------------- | -------------------------------------------- | -------------------------------------------- | -------------------------------------------- |
| Ano                                          | 0-14 Anos                                    | 15-24 Anos                                   | 25-64 Anos                                   | > 65 Anos                                    |
| 2001                                         | 788                                          | 684                                          | 2978                                         | 976                                          |
| 2011                                         | 827                                          | 528                                          | 3119                                         | 1150                                         |
| 2021                                         | 683                                          | 512                                          | 2765                                         | 1256                                         |

## História
As primeiras marcas da presença do Homem nesta região remontam à viragem do século VII para o século VIII, quando da passagem dos Godos pela Península Ibérica.
Acredita-se que o nascimento da povoação seja anterior à formação da nacionalidade, atribuindo-se a D. Afonso Henriques o repovoamento da região.
Quanto à origem da topononímia, virá de "Troitosendo" ("Tructesindus"), vocábulo de origem germânica, muito utilizado em documentos dos primeiros tempos da monarquia, com o significado de expedição militar, supondo-se que, ao tempo de Sancho I de Portugal, aqui houvesse aquartelado algum cavaleiro ou chefe de forças militares. Seria a corrupção de "Tructuzendo", nome próprio de homem Godo, que lhe teria dado o seu nome.2
É certo que em 1320 "Tortuzendo" já existia como aglomerado populacional, referido documentalmente no "Catálogo de todas as igrejas, comendas e mosteiros que havia nos reinos de Portugal e Algarves pelos anos de 1320 e 1321 com a lotação de cada uma delas". Consta deste documento que o Papa João XXII por uma Bula datada de 23 de maio de 1320 concedera a D. Dinis, por dois anos, a décima das rendas eclesiásticas do reino. É neste documento que existe a referência a "Tortuzendo", com duas igrejas: a de Santa Maria e a de São Miguel.
Embora não existam dados estatísticos anteriores a 1615, nesta data Tortosendo contava já com 600 habitantes e 150 fogos.
Maria do Resgate Esteves da Fonseca e Carvalho foi criada 1.ª Viscondessa de Tortosendo por D. Luís I de Portugal.
Em 1927 Tortosendo foi elevada a vila, ano em que foi inaugurada a sua rede eléctrica. Graças a esse progresso, os teares mecânicos, movidos a outras formas de energia deram lugar a teares eléctricos, levando à melhoria da produção, em qualidade e quantidade. A partir desta data o progresso acelerou-se, tendo algumas de suas fábricas adquirido fama no país. Os empresários e até certo ponto a Vila conheceram uma época de prosperidade que se prolongou até à década de 1950. Em 1955 existiam ainda na vila 19 fábricas de lanifícios com um número total de 502 teares, 27 caneleiras, 8 meadeiras, 22 bobinadeiras e 8 urdideiras.

### A lenda de Tortosendo
De acordo com a lenda local, há muito tempo existiu em Tortosendo uma pequena casa onde vivia uma família muito boa, unida, mas de humildes recursos. Diariamente a mãe limpava, cozia e tratava da panela, o pai saía de madrugava para ir cavar a terra, os filhos guardavam as ovelhas no pasto, e uma filha, doente e aleijada, triste e só, ficava em casa encostada a uma velha oliveira. Um certo dia, esta rapariga viu, deslumbrada, sentada num dos ramos mais baixos da oliveira uma senhora muito bela e bela e radiante que, sorrindo, lhe estendeu um objecto desconhecido e assim falou:
Minha filha, pára com a tua tristeza e pega nesta roca com que passarás os teus dias a fiar. Embora doentinha e torta, sendo amiga de ajudares os teus pais, contribuirás assim para o bem estar da tua família e com o teu exemplo, que se propagará, para o progresso da tua terra!
Teria vindo deste acontecimento o nome de "Tortasendo" que mais tarde daria "Tortosendo", com o seu desenvolvimento da indústria de fiação e têxtil e a sua devoção a Nossa Senhora da Oliveira.

## Património edificado
Entre o seu património destacam-se:
- Palacete da Casa Garrett
- Capela de São Sebastião
- Capela de São João

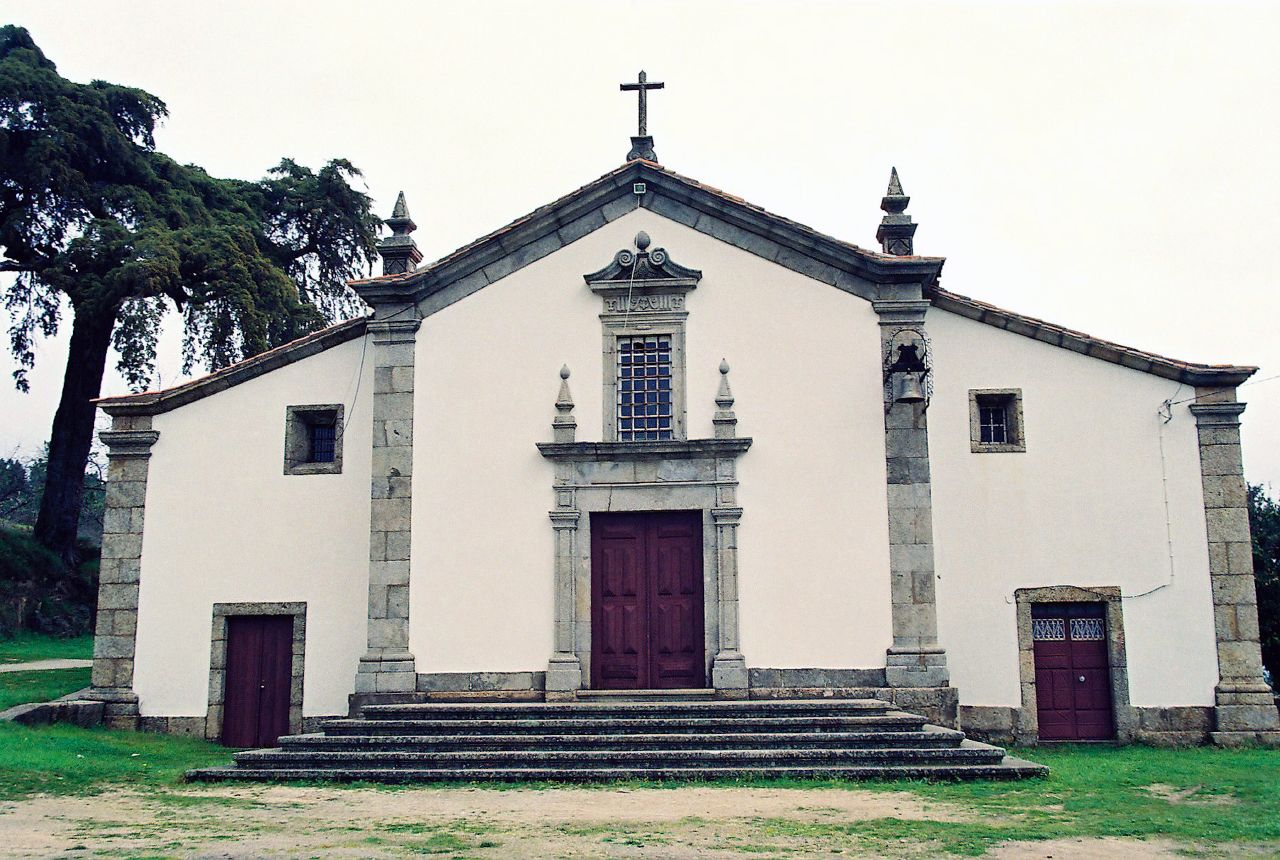
Capela de Nossa Senhora dos Remédios

- Capela de Nossa Senhora dos Remédios
- Capela de Nossa Senhora do Rosário
- Capela de São Brás
- Igreja Matriz de Nossa Senhora da Oliveira
- Capela de Nossa Senhora dos Prazeres (hoje desaparecida, na zona das Machedes)
- Estação Ferroviária de Tortosendo

## Ensino
Pré-primário
- Jardim Infantil do Centro de Assistência Social de Tortosendo

- Jardim de Infância Os Loureiros
- Jardim de Infância Ovo Mágico
- Infantário do Tortosendo

Primário
- Escola Básica de Largo da Feira
- Escola Básica de Montes Hermínios

Básico
- Escola Básica com 2º e 3º Ciclos do Tortosendo

Secundário
- Externato de Nossa Senhora dos Remédios - Colégio fundado nos anos 50 que lecionva do 2ª Ciclo até ao ensino secundário regular, foi encerrado em 2016 por falta de verbas e decréscimo do número de alunos. [6]

## Naturais ilustres
- Francisco Tavares de Almeida Proença (1798-1872) - politico
- Francisco Almeida Garrett (1883-1971) -  politico
- José Nepomuceno Fernandes Brás (1874-1954) - advogado e politico
- Lúcio Craveiro da Silva (1914-2007) - professor e escritor
- en:Francisco Albino (1912-1993) - futebolista
- Gabriel Raimundo (1945-2016) - escritor
- Paulo Matos (1960- ) - ator
- Francisco Manuel Sousa (1990- ) - realizador